# Crunkcore
Il crunkcore, noto anche come crunk punk, scrunk o screamo crunk, è un genere musicale che fonde elementi culturali e musicali dei generi screamo e crunk. Musicalmente il crunkcore consiste in voce urlata tipica dello screamo con una base pop rap, dance e testi sessualmente provocatori.
Fra i gruppi musicali che vengono solitamente classificati crunkcore vi sono i 3OH!3, i Brokencyde, i Family Force 5 e i Millionaires.

## Critiche
Il crunkcore è stato pesantemente criticato da numerose testate del settore, tra cui Kerrang!, che l'ha definito "forse il peggior genere musicale mai creato".
Sulla stessa linea anche il Boston Phoenix, che lo ha definito come "una combinazione di southern hip hop minimalista, vocalizzi corretti con il vocoder, breakdown techno e voce urlata".

John McDonnell, in un articolo per il The Guardian, ha scritto che il crunkcore "suona come una canzone di Chamillionaire suonata da una tribute band adolescenziale degli Slipknot", e ha concluso l'articolo scrivendo: